# Рюдо-Ладос
Рюдо́-Ладо́с (фр. Rudeau-Ladosse) — коммуна во Франции, находится в регионе Аквитания. Департамент — Дордонь. Входит в состав кантона Брантом. Округ коммуны — Нонтрон.
Код INSEE коммуны — 24221.

## География

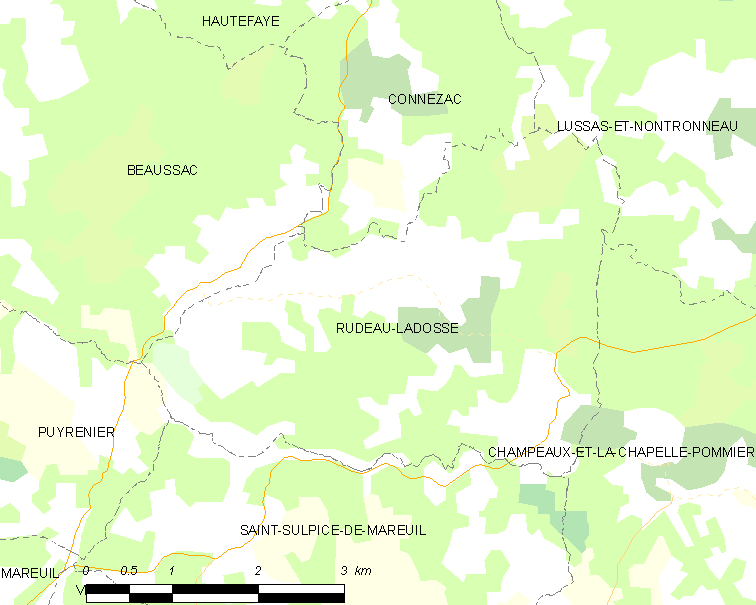
Карта коммуны

Коммуна расположена приблизительно в 400 км к югу от Парижа, в 115 км северо-восточнее Бордо, в 36 км к северу от Перигё.
На юге коммуны протекает река Низон.

### Климат
Климат умеренный океанический со средним уровнем осадков, которые выпадают преимущественно зимой. Лето здесь долгое и тёплое, однако также довольно влажное, здесь не бывает регулярных периодов летней засухи. Средняя температура января — 5 °C, июля — 18 °C. Изредка вследствие стечения неблагоприятных погодных условий может наблюдаться непродолжительная засуха или случаются поздние заморозки. Климат меняется очень часто, как в течение сезона, так и год от года.

## Население
Население коммуны на 2010 год составляло 178 человек.
| 1962 | 1968 | 1975 | 1982 | 1990 | 1999 | 2010 |
| ---- | ---- | ---- | ---- | ---- | ---- | ---- |
| 348  | 268  | 262  | 245  | 216  | 158  | 178  |

## Администрация
| Период | Период | Фамилия         | Партия       | Примечания        |
| ------ | ------ | --------------- | ------------ | ----------------- |
| 1995   | 2014   | Жан-Клод Ружье  | беспартийный | пенсионер, фермер |
| 2014   | 2020   | Мартин Дежарден |              |                   |

## Экономика
В 2010 году среди 121 человека трудоспособного возраста (15-64 лет) 60 были экономически активными, 61 — неактивными (показатель активности — 49,6 %, в 1999 году было 53,5 %). Из 60 активных жителей работали 56 человек (29 мужчин и 27 женщин), безработных было 4 (1 мужчина и 3 женщины). Среди 61 неактивных 34 человека были учениками или студентами, 15 — пенсионерами, 12 были неактивными по другим причинам.

## Достопримечательности
- Замок Беллюсьер (XI век). Исторический памятник с 1948 года[5]
- Замок Комб (XVI век)
- Церковь Св. Иоанна (XIX век)

## Фотогалерея

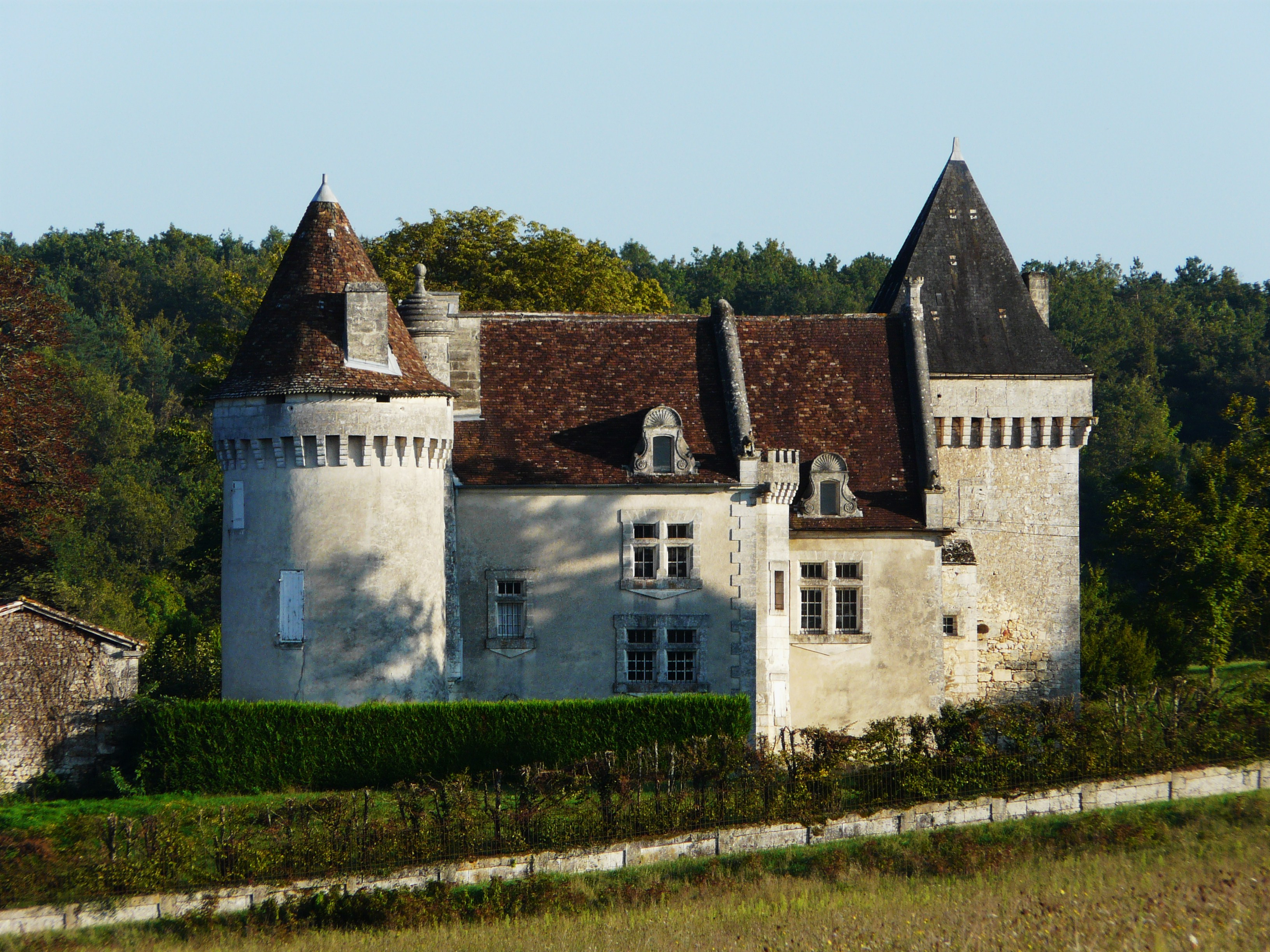
Замок Беллюсьер
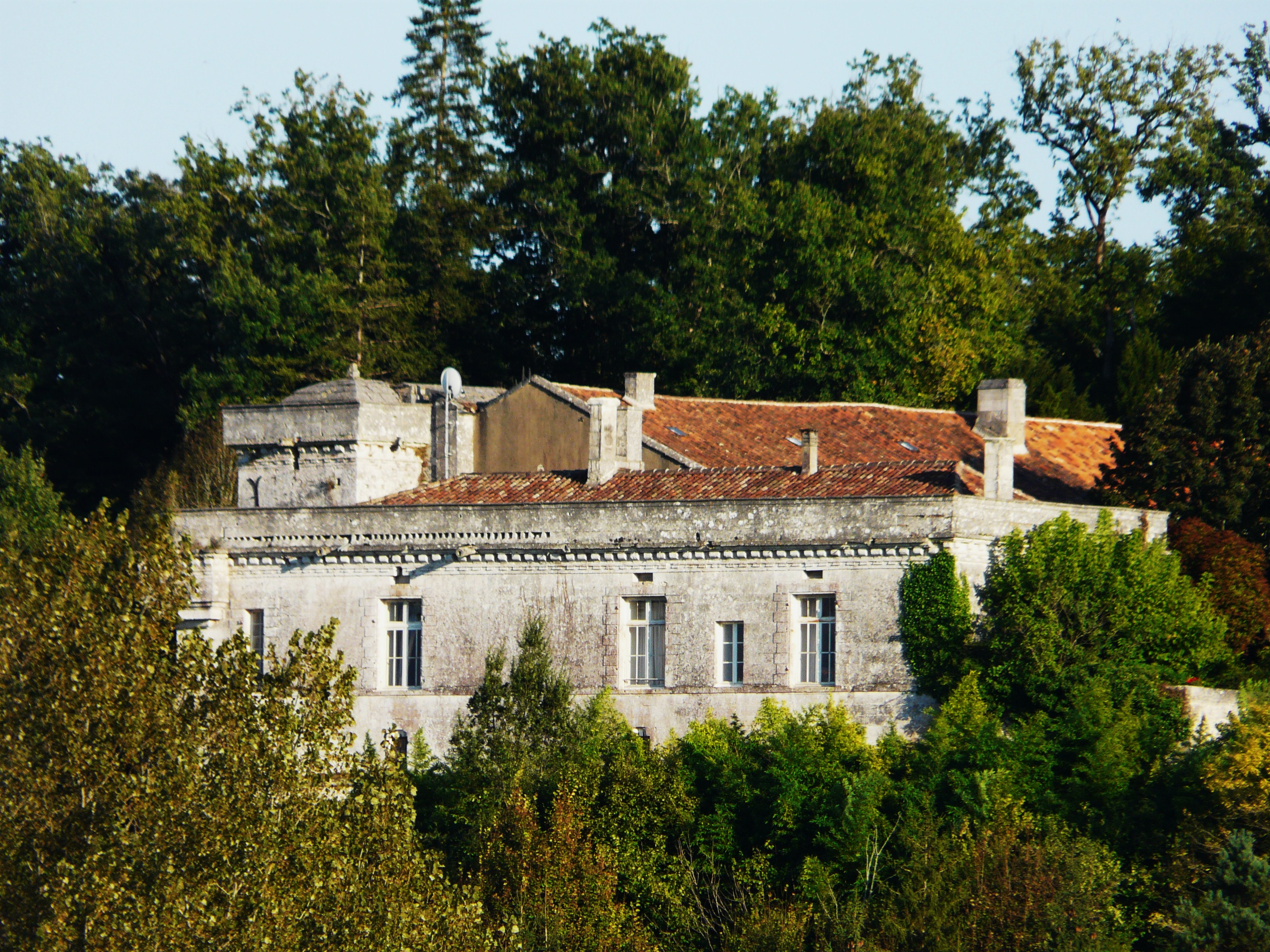
Замок Комб
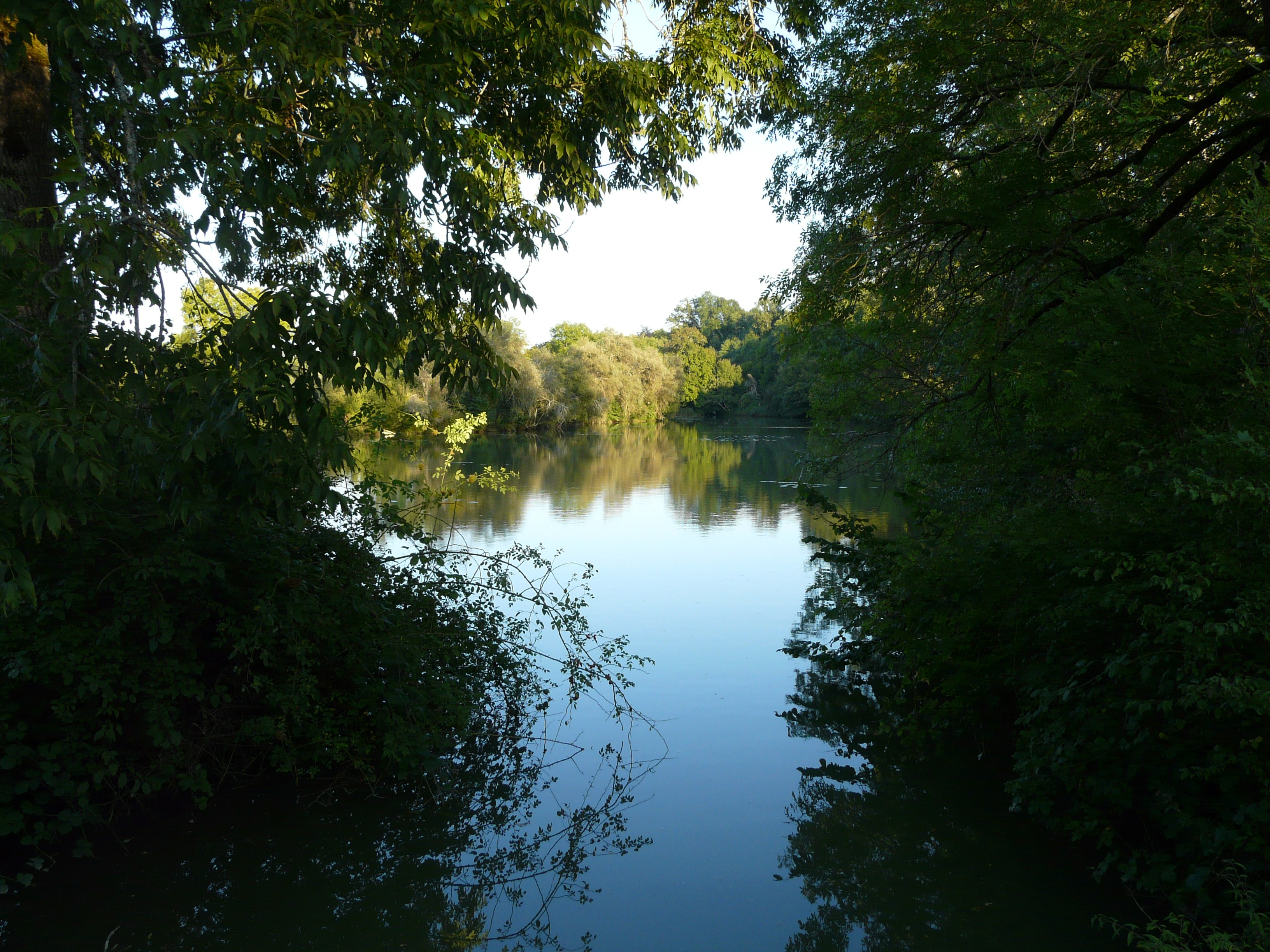
Река Низон